# Odontomachus latidens
Odontomachus latidens är en myrart som beskrevs av Mayr 1867. Odontomachus latidens ingår i släktet Odontomachus och familjen myror. Inga underarter finns listade i Catalogue of Life.